# Hara (Kuusalu)
Pour les articles homonymes, voir Hara.
Hara est un village de la Commune de Kuusalu du Comté de Harju en Estonie.
Au 31 décembre 2011, elle compte 87 habitants.